# Persone di nome Valerio
| Questa pagina contiene informazioni ricavate automaticamente dalle voci biografiche con l'ausilio del template Bio e di un bot. L'aggiornamento è periodico e automatico e ricostruisce completamente la pagina. Se manca una persona in questa lista, sei pregato di non aggiungerla, ma accertati piuttosto che la sua voce biografica contenga il template Bio e che i dati anagrafici siano correttamente compilati. Se il template Bio manca, inseriscilo tu stesso o, in alternativa, metti l'avviso {{tmp\|Bio}} che ne segnala la mancanza. Se i dati riportati sono sbagliati, correggi direttamente la voce biografica; le modifiche saranno visibili in questa lista entro pochi giorni. Per chiarimenti vedi il progetto antroponimi. La lista contiene solo le 187 persone che sono citate nell'enciclopedia e per le quali è stato implementato correttamente il template Bio. Pagina aggiornata al 6 ago 2025. |

Questa è una lista di persone presenti nell'enciclopedia che hanno il nome Valerio, suddivise per attività principale.

## Abati(1)
- Valerio di Leuconay, abate, missionario e santo franco (Alvernia - Leuconay)

## Allenatori di calcio(6)
- Valerio Bertotto, allenatore di calcio e ex calciatore italiano (Torino, n. 1973)
- Idilio Cei, allenatore di calcio e calciatore italiano (Castelmartini, n. 1937 - Larciano, † 1996)
- Valerio Fiori, allenatore di calcio e ex calciatore italiano (Roma, n. 1969)
- Valerio Foglio, allenatore di calcio e ex calciatore italiano (Legnano, n. 1985)
- Valerio Gravisi, allenatore di calcio e calciatore italiano (Trieste, n. 1907 - Campomorone, † 1971)
- Valerio Majo, allenatore di calcio e ex calciatore italiano (Ortona, n. 1952)

## Allenatori di pallacanestro(1)
- Valerio Bianchini, allenatore di pallacanestro italiano (Torre Pallavicina, n. 1943)

## Arbitri di calcio(2)
- Valerio Crezzini, arbitro di calcio italiano (Siena, n. 1993)
- Valerio Marini, arbitro di calcio italiano (Roma, n. 1982)

## Architetti(2)
- Valerio Olgiati, architetto svizzero (Coira, n. 1958)
- Valerio Sestini, architetto, alpinista e esploratore italiano (Firenze, n. 1935 - Firenze, † 2013)

## Arcivescovi cattolici(1)
- Valerio Laspro, arcivescovo cattolico italiano (Balvano, n. 1827 - Salerno, † 1914)

## Artisti(3)
- Valerio Berruti, artista italiano (Alba, n. 1977)
- Valerio Festi, artista e imprenditore italiano (Bologna, n. 1953)
- Valerio Miroglio, artista italiano (provincia di Varese, n. 1928 - Asti, † 1991)

## Attori(9)
- Valerio Aprea, attore italiano (Roma, n. 1968)
- Valerio Binasco, attore e regista teatrale italiano (Paderna, n. 1964)
- Valerio Desirò, attore e sceneggiatore italiano (Roma, n. 1989)
- Valerio Di Benedetto, attore italiano (Roma, n. 1985)
- Valerio Foglia Manzillo, attore e modello italiano (Napoli, n. 1978)
- Valerio Isidori, attore italiano (Sanremo, n. 1942 - Roma, † 2014)
- Valerio Mastandrea, attore e regista italiano (Roma, n. 1972)
- Valerio Morigi, attore italiano (Roma, n. 1979)
- Valerio Ruggeri, attore e doppiatore italiano (Cinisello Balsamo, n. 1934 - Roma, † 2015)

## Autori televisivi(2)
- Valerio Lundini, autore televisivo, comico e conduttore televisivo italiano (Roma, n. 1986)
- Valerio Peretti Cucchi, autore televisivo italiano (Novara, n. 1956 - Novara, † 2003)

## Avvocati(2)
- Valerio Beneventani, avvocato e politico italiano (Napoli, n. 1823)
- Valerio Pocar, avvocato e sociologo italiano (Viggiù, n. 1944)

## Botanici(1)
- Valerio Giacomini, botanico e ecologo italiano (Fagagna, n. 1914 - Roma, † 1981)

## Calciatori(16)
- Valerio Ampollini, ex calciatore italiano (Noceto, n. 1929)
- Valerio Bacigalupo, calciatore italiano (Vado Ligure, n. 1924 - Superga, † 1949)
- Valerio Cassani, calciatore italiano (Jerago con Orago, n. 1922 - Varese, † 1995)
- Valerio Chiappo, calciatore italiano (Settimo Torinese, n. 1912)
- Valerio Gazzani, ex calciatore italiano (Parigi, n. 1967)
- Valerio Mantovani, calciatore italiano (Roma, n. 1996)
- Valerio Mastrantonio, calciatore italiano (Roma, n. 1999)
- Valerio Mazzucato, ex calciatore italiano (Cerro Maggiore, n. 1969)
- Valerio Nasema, ex calciatore figiano (n. 1972)
- Valerio Nawatu, calciatore figiano (Navua, n. 1984)
- Lorenzo Rosseti, calciatore italiano (Arezzo, n. 1994)
- Valerio Spadoni, ex calciatore e allenatore di calcio italiano (Lugo, n. 1950)
- Valerio Terzi, calciatore italiano (Bergamo, n. 1896 - Milano, † 1936)
- Valerio Verre, calciatore italiano (Roma, n. 1994)
- Valerio Vimercati, calciatore italiano (Monza, n. 1995)
- Valerio Virga, ex calciatore italiano (Roma, n. 1986)

## Canottieri(1)
- Valerio Perentin, canottiere italiano (Isola d'Istria, n. 1909 - Napoli, † 1998)

## Cantanti(3)
- Sercho, cantante italiano (Roma, n. 1993)
- Valerio Scanu, cantante e personaggio televisivo italiano (La Maddalena, n. 1990)
- TAO, cantante, compositore e musicista italiano (Milano, n. 1971)

## Cantautori(1)
- Valerio Liboni, cantautore, batterista e compositore italiano (Torino, n. 1950)

## Cardinali(1)
- Valerio Valeri, cardinale e arcivescovo cattolico italiano (Santa Fiora, n. 1883 - Roma, † 1963)

## Ceramisti(1)
- Valerio Pisano, ceramista, incisore e pittore italiano (Cagliari, n. 1910 - Cagliari, † 1996)

## Cestisti(6)
- Valerio Amoroso, cestista italiano (Cercola, n. 1980)
- Valerio Costa, cestista italiano (Reggio Calabria, n. 1997)
- Valerio Giobbi, cestista e allenatore di pallacanestro svizzero (Bodio)
- Valerio Mazzola, cestista italiano (Ferrara, n. 1988)
- Valerio Spinelli, ex cestista, dirigente sportivo e allenatore di pallacanestro italiano (Pozzuoli, n. 1979)
- Valerio Vatteroni, cestista italiano (Pisa, n. 1942 - Livorno, † 2023)

## Ciclisti su strada(3)
- Valerio Agnoli, ex ciclista su strada italiano (Alatri, n. 1985)
- Valerio Conti, ciclista su strada italiano (Roma, n. 1993)
- Valerio Lualdi, ex ciclista su strada italiano (Busto Arsizio, n. 1951)

## Compositori(3)
- Valerio Carboni, compositore, polistrumentista e cantante italiano (Reggio Emilia, n. 1980)
- Valerio Valeri, compositore italiano (Rieti, n. 1790 - Rieti, † 1858)
- Valerio Vigliar, compositore, pianista e cantante italiano (Roma, n. 1976)

## Compositori di scacchi(1)
- Valerio Agostini, compositore di scacchi italiano (Perugia, n. 1954)

## Conduttori radiofonici(1)
- Valerio Gallorini, conduttore radiofonico e produttore televisivo italiano (Milano, n. 1956)

## Conduttori televisivi(1)
- Valerio Merola, conduttore televisivo e autore televisivo italiano (Roma, n. 1955)

## Costituzionalisti(1)
- Valerio Onida, costituzionalista italiano (Milano, n. 1936 - Milano, † 2022)

## Critici cinematografici(1)
- Valerio Caprara, critico cinematografico italiano (Roma, n. 1946)

## Dirigenti d'azienda(1)
- Valerio Massimo Bona, dirigente d'azienda italiano (Sordevolo, n. 1851 - Carignano, † 1898)

## Dirigenti sportivi(3)
- Valerio Di Cesare, dirigente sportivo e ex calciatore italiano (Roma, n. 1983)
- Valerio Piva, dirigente sportivo e ex ciclista su strada italiano (Ceresara, n. 1958)
- Valerio Tebaldi, dirigente sportivo e ex ciclista su strada italiano (Chiuduno, n. 1965)

## Doppiatori(1)
- Valerio Sacco, doppiatore italiano (Roma, n. 1967)

## Editori(1)
- Valerio Rolando Boesso, editore, imprenditore e politico italiano (Riva del Garda, n. 1920 - Bolzano, † 2008)

## Filosofi(2)
- Valerio Valeri, filosofo e antropologo italiano (Somma Lombardo, n. 1944 - Santa Monica, † 1998)
- Valerio Verra, filosofo italiano (Cuneo, n. 1928 - Roma, † 2001)

## Fisici(1)
- Valerio Rossi Albertini, fisico e divulgatore scientifico italiano (Roma, n. 1963)

## Fondisti(2)
- Valerio Checchi, ex fondista italiano (Subiaco, n. 1980)
- Valerio Grond, fondista svizzero (Davos, n. 2000)

## Fotografi(1)
- Valerio Bispuri, fotografo italiano (Roma, n. 1971)

## Fumettisti(2)
- Valerio Held, fumettista italiano (Venezia, n. 1958)
- Valerio Piccioni, fumettista italiano (Roma, n. 1967)

## Funzionari(1)
- Valerio Messalla Avieno, funzionario romano († 400)

## Giocatori di calcio a 5(2)
- Valerio Barigelli, giocatore di calcio a 5 italiano (Roma, n. 1982)
- Valerio Giulii Capponi, giocatore di calcio a 5 italiano (Roma, n. 2002)

## Giocatori di curling(1)
- Valerio Constantini, ex giocatore di curling italiano (Cortina d'Ampezzo, n. 1944)

## Giornalisti(4)
- Valerio Iafrate, giornalista, telecronista sportivo e conduttore televisivo italiano (Arpino, n. 1970)
- Valerio Riva, giornalista italiano (Milano, n. 1929 - † 2004)
- Valerio Scarponi, giornalista e conduttore radiofonico italiano (San Severino Marche, n. 1993)
- Valerio Varesi, giornalista e scrittore italiano (Torino, n. 1959)

## Giuristi(1)
- Valerio Sale, giurista e poeta italiano (Bassano del Grappa, n. 1570 - † 1608)

## Grammatici(1)
- Arpocrazione, grammatico e lessicografo greco antico (Alessandria d'Egitto)

## Hockeisti su pista(1)
- Valerio Antezza, hockeista su pista e allenatore di hockey su pista italiano (Matera, n. 1979)

## Illustratori(1)
- Valerio Eletti, illustratore, giornalista e saggista italiano (Verona, n. 1947)

## Imperatori(1)
- Valerio Liciniano Licinio, imperatore romano († 326)

## Ingegneri(1)
- Valerio Tonini, ingegnere e scrittore italiano (Velletri, n. 1901 - † 1992)

## Medici(2)
- Valerio Cordo, medico, chimico e botanico tedesco (Erfurt, n. 1515 - Roma, † 1544)
- Valerio Rosso, medico e filosofo italiano (Corleone, n. 1572 - † 1602)

## Militari(4)
- Valerio Gildoni, militare italiano (Città di Castello, n. 1969 - Nanto, † 2009)
- Valerio Mengarini, militare e atleta italiano (Roma, n. 1894 - Salcano, † 1917)
- Valerio Scarabellotto, ufficiale e aviatore italiano (Roma, n. 1905 - La Valletta, † 1940)
- Valerio Vallero, militare italiano (Susa, n. 1893 - Monte Nero, † 1915)

## Musicisti(1)
- Valerio Menon, musicista e artigiano italiano (Torino, n. 1987)

## Nobili(1)
- Valerio Galeotto Malatesta, nobile e religioso italiano (Rimini - Gualdo, † 1470)

## Nuotatori(2)
- Valerio Cleri, ex nuotatore italiano (Palestrina, n. 1981)
- Valerio Giambalvo, ex nuotatore italiano (Palermo, n. 1968)

## Orafi(1)
- Valerio Belli, orafo, incisore e medaglista italiano (Vicenza, n. 1468 - Vicenza, † 1546)

## Pallanuotisti(1)
- Valerio Rizzo, pallanuotista italiano (Savona, n. 1984)

## Pallavolisti(3)
- Valerio Curti, pallavolista italiano (Modena, n. 1978)
- Valerio Guagnelli, pallavolista sammarinese (Crépy-en-Valois, n. 1975)
- Valerio Vermiglio, pallavolista italiano (Messina, n. 1976)

## Parolieri(1)
- Valerio Negrini, paroliere e batterista italiano (Bologna, n. 1946 - Trento, † 2013)

## Partigiani(1)
- Valerio Volpini, partigiano, giornalista e storico italiano (Rosciano di Fano, n. 1923 - Fano, † 2000)

## Pentatleti(1)
- Valerio Grasselli, pentatleta italiano (Roma, n. 1993)

## Personaggi televisivi(1)
- Valerio Staffelli, personaggio televisivo italiano (Milano, n. 1963)

## Pittori(7)
- Valerio Adami, pittore italiano (Bologna, n. 1935)
- Valerio Cassano, pittore italiano (Napoli, n. 1949)
- Valerio Castello, pittore italiano (Genova, n. 1624 - Genova, † 1659)
- Valerio Corte, pittore, mercenario e alchimista italiano (Venezia, n. 1530 - Genova, † 1580)
- Valerio Marucelli, pittore italiano (Pisa, n. 1563 - † 1627)
- Valerio Pilon, pittore, scultore e incisore italiano (Castagnaro, n. 1929 - Milano, † 2020)
- Valerio Bellati, pittore italiano (Padova, n. 1923 - Vittorio Veneto, † 1996)

## Poeti(5)
- Valerio Abbondio, poeta e insegnante svizzero (Ascona, n. 1891 - Mendrisio, † 1958)
- Valerio Da Pos, poeta italiano (Canale d'Agordo, n. 1740 - † 1822)
- Valerio Edituo, poeta romano
- Valerio Magrelli, poeta, scrittore e francesista italiano (Roma, n. 1957)
- Babrio, poeta greco antico

## Politici(17)
- Valerio Faltonio Adelfio, politico romano
- Valerio Baldini, politico italiano (Bologna, n. 1939 - Bologna, † 2012)
- Valerio Bettoni, politico italiano (Endine Gaiano, n. 1948)
- Valerio Calzolaio, politico italiano (Recanati, n. 1956)
- Valerio Carrara, politico italiano (Oltre il Colle, n. 1951 - Seriate, † 2022)
- Valerio Grato, politico e militare romano
- Valerio Malvezzi, politico italiano (Alessandria, n. 1967)
- Valerio Manfrini, politico italiano (Lodi, n. 1925 - Lodi, † 2017)
- Valerio Massimo, politico romano
- Valerio Mignone, politico italiano (Lauria, n. 1938)
- Valerio Publicola, politico romano (Roma)
- Valerio Severo, politico romano
- Valerio Trocchi, politico e magistrato italiano (L'Aquila, n. 1815 - Roma, † 1893)
- Valerio, politico romano (Atene)
- Valerio Massimo, politico romano
- Valerio Floriano, politico romano
- Valerio Zanone, politico italiano (Torino, n. 1936 - Roma, † 2016)

## Produttori televisivi(1)
- Valerio Lazarov, produttore televisivo rumeno (Bârlad, n. 1935 - Tres Cantos, † 2009)

## Progettisti(1)
- Valerio Colotti, progettista italiano (Modena, n. 1925 - Modena, † 2008)

## Pugili(1)
- Valerio Nati, ex pugile e allenatore di pugilato italiano (Dovadola, n. 1956)

## Rapper(1)
- Vale Lambo, rapper italiano (Napoli, n. 1991)

## Registi(3)
- Valerio Jalongo, regista, sceneggiatore e produttore cinematografico italiano (Roma, n. 1960)
- Valerio Mieli, regista, sceneggiatore e scrittore italiano (Roma, n. 1978)
- Valerio Zurlini, regista e sceneggiatore italiano (Bologna, n. 1926 - Verona, † 1982)

## Religiosi(1)
- Valerio Malvicino, religioso italiano (Piacenza - Napoli)

## Retori(1)
- Apsine, retore greco antico (Gadara)

## Rugbisti a 15(2)
- Valerio Bernabò, ex rugbista a 15 italiano (Roma, n. 1984)
- Valerio Vicerè, ex rugbista a 15 e dirigente sportivo italiano (Benevento, n. 1985)

## Santi(1)
- Valerio di Treviri, santo e vescovo romano (Treviri)

## Schermidori(2)
- Valerio Aspromonte, ex schermidore italiano (Roma, n. 1987)
- Valerio Cuomo, schermidore italiano (Napoli, n. 1998)

## Scrittori(8)
- Valerio Aiolli, scrittore e romanziere italiano (Firenze, n. 1961)
- Valerio Bertini, scrittore italiano (Firenze, n. 1921 - Firenze, † 2011)
- Valerio Evangelisti, scrittore, saggista e fumettista italiano (Bologna, n. 1952 - Bologna, † 2022)
- Valerio Lucarelli, scrittore italiano (Napoli, n. 1969)
- Valerio Massimo Manfredi, scrittore, storico e archeologo italiano (Piumazzo, n. 1943)
- Valerio Millefoglie, scrittore e musicista italiano (Bari, n. 1977)
- Valerio del Bierzo, scrittore spagnolo (Astorga, n. 630 - San Pedro de Montes, † 695)
- Valerio la Martire, scrittore italiano (Roma, n. 1981)

## Scultori(2)
- Valerio Cioli, scultore italiano († 1599)
- Valerio Villareale, scultore italiano (Palermo, n. 1773 - Palermo, † 1854)

## Stilisti(1)
- Valerio Giuntoli, stilista e designer italiano (Montecatini Terme, n. 1946)

## Storici(4)
- Valerio Anziate, storico romano (Anzio)
- Valerio Castronovo, storico e giornalista italiano (Vercelli, n. 1935 - Torino, † 2023)
- Valerio De Cesaris, storico e saggista italiano (Roma, n. 1974)
- Valerio Massimo, storico romano (Roma - Roma)

## Storici dell'arte(1)
- Valerio Mariani, storico dell'arte e critico d'arte italiano (Roma, n. 1899 - Roma, † 1982)

## Supercentenari(1)
- Valerio Piroddi, supercentenario italiano (Villamassargia, n. 1905 - Assemini, † 2017)

## Teologi(1)
- Valerio Faenzi, teologo, geologo e umanista italiano (Verona - † 1598)

## Tipografi(1)
- Valerio Dorico, tipografo italiano (Brescia - Roma)

## Tiratori a volo(1)
- Valerio Grazini, tiratore a volo italiano (Viterbo, n. 1992)

## Vescovi(1)
- Valerio di Saragozza, vescovo spagnolo (Saragozza - Enate, † 315)

## Vescovi cattolici(2)
- Valerio Breda, vescovo cattolico e missionario italiano (San Fior, n. 1945 - Maceió, † 2020)
- Valerio Lazzeri, vescovo cattolico svizzero (Dongio, n. 1963)

## Senza attività specificata(4)
- Valerio Cattaneo, ex politico italiano (Varese, n. 1965)
- Valerio Donnianni, ex tiratore a segno italiano (Vercelli, n. 1960)
- Valerio Morucci, ex brigatista italiano (Roma, n. 1949)
- Valerio Romolo, romano (n. 294 - † 309)